# Coppa San Vito
La Coppa San Vito est une course cycliste italienne disputée à San Vito al Tagliamento, dans le Frioul-Vénétie Julienne. Elle est organisée par la Pedale Sanvitese.
Cette épreuve fait partie du calendrier régional de la Fédération cycliste italienne, en catégorie 1.19.

## Histoire
La première édition de l'épreuve remonte à 1923.

## Palmarès partiel
| Année     | Vainqueur            | Deuxième             | Troisième          |
| --------- | -------------------- | -------------------- | ------------------ |
| 1996      | Stefano De Mauri     | Mauro Zanella        | Devis Miorin       |
| 1997-2004 | ?                    | ?                    | ?                  |
| 2005      | Federico Vitali      | Manolo Zanella       | Angelo Ciccone     |
| 2006      | Emiliano Donadello   | Oscar Gatto          | Fabio Masotti      |
| 2007      | Gianni Da Ros        | Alessandro De Marchi | Fabio Masotti      |
| 2008      | Marco Benfatto       | Jacopo Guarnieri     | Andrea Menapace    |
| 2009      | Riccardo Biasio      | Gianpolo Biolo       | Nicola Dal Santo   |
| 2010      | Matteo Pelucchi      | Giacomo Nizzolo      | Davide Gomirato    |
| 2011      | Filippo Fortin       | Mirko Castelli       | Christian Grazian  |
| 2012      | Paolo Simion         | Davide Gomirato      | Rino Gasparrini    |
| 2013      | Francesco Castegnaro | Matteo Marcolini     | Enrico Salvador    |
| 2014      | Nicola Toffali       | Eugert Zhupa         | Christian Grazian  |
| 2015,     | Gianluca Milani      | Roberto Giacobazzi   | Filippo Rocchetti  |
| 2016      | Gianmarco Begnoni    | Michael Bresciani    | Realdo Ramaliu     |
| 2017      | Nicolò Rocchi        | Luca Mozzato         | Gianluca Milani    |
| 2018      | Giovanni Lonardi     | Mirco Sartori        | Filippo Ferronato  |
| 2019      | Filippo Ferronato    | Gregorio Ferri       | Matteo Baseggio    |
| 2020      | Andrea Pietrobon     | Luca Regalli         | Kevin Bonaldo      |
| 2021      | Elia Menegale        | Filippo Stocco       | Davide Finatti     |
| 2023      | Marco Andreaus       | Matteo Zurlo         | Cristian Rocchetta |